# Centrotus sinuatodorsum
Centrotus sinuatodorsum är en insektsart som beskrevs av Lethierry 1888. Centrotus sinuatodorsum ingår i släktet Centrotus och familjen hornstritar. Inga underarter finns listade i Catalogue of Life.